# 新高徳駅

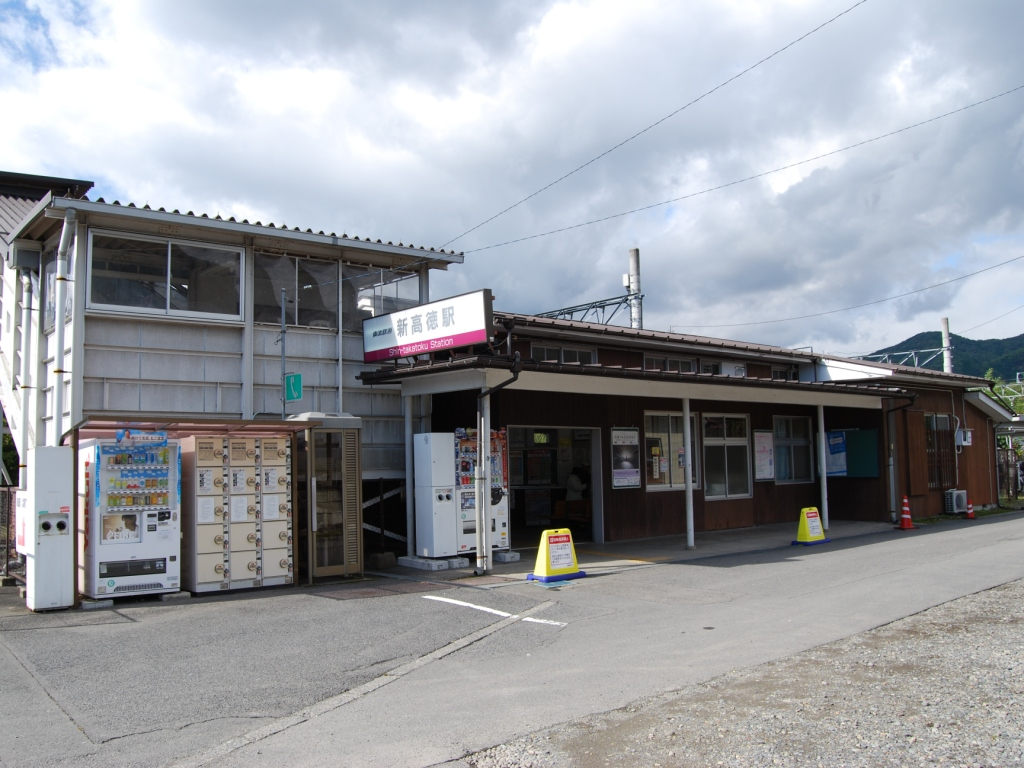
リニューアル前の駅舎（2008年10月）

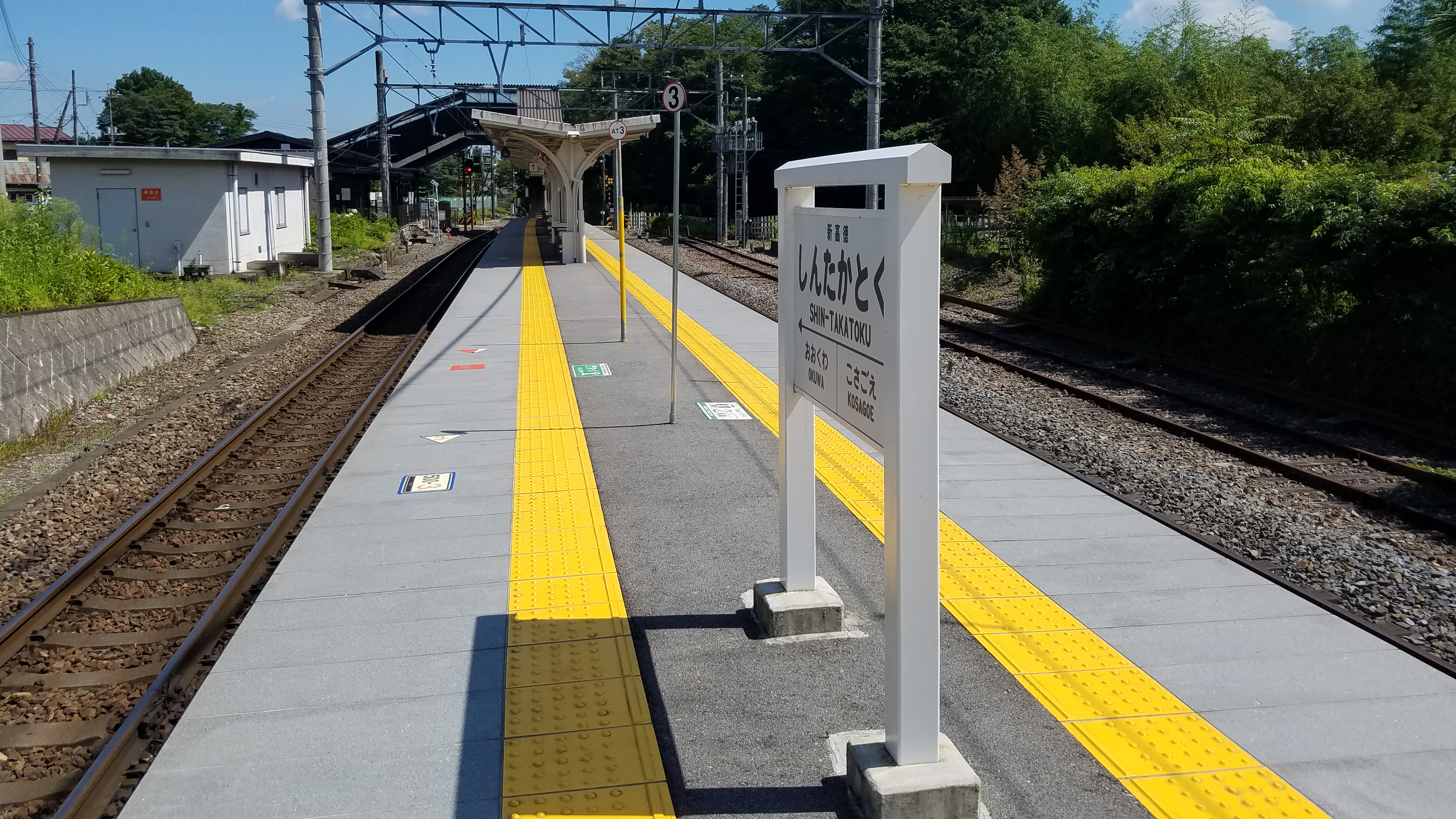
小佐越方から見たホーム全景（2021年8月）

新高徳駅（しんたかとくえき）は、栃木県日光市高徳にある東武鉄道鬼怒川線の駅である。駅番号はTN 53。

## 歴史
- 1917年（大正6年）11月1日：下野軌道（後に下野電気鉄道）の開通に伴い、高徳駅として開業。
- 1924年（大正13年）3月1日：下野電気鉄道が当駅から天頂駅まで開通、接続駅となる[1]
- 1929年（昭和4年）10月22日 - 新高徳駅に改称。当駅を含む下今市駅 - 矢板間が1,067 mmに改軌される。
- 1930年（昭和5年）5月9日：当駅 - 新藤原駅間を1,067 mmに改軌。
- 1943年（昭和18年）5月1日：東武鉄道が下野電気鉄道を買収、東武鉄道の駅となる。
- 1959年（昭和34年）6月30日：矢板線廃止。
- 2001年（平成13年）3月28日：ダイヤ改正により、特急「きぬ」が全列車停車するようになる。
- 2017年（平成29年）
  - 4月21日：ダイヤ改正により特急「リバティきぬ」・「リバティ会津」が新設され停車駅となる。また、「きぬ」の停車駅から外れる。
  - 10月27日：ホームおよび旅客上屋が「東武鉄道新高徳駅プラットホーム及び上家」として国の登録有形文化財（建造物）に登録される。
- 2020年（令和2年）6月6日：「きぬ」142号が当駅に停車となり、再び「きぬ」停車駅に加わる[2]。
- 2023年（令和5年）3月18日：ダイヤ改正により、再び「きぬ」の停車駅から外れる。
- 2025年（令和7年）3月15日：ダイヤ改正により、再々度「きぬ」停車駅に加わる。朝夕を中心に下り4本、上り6本（リバティきぬを含む）停車する。

東武鉄道の「鉄道事業設備投資計画」に基づく「大谷向～鬼怒川温泉間昭和レトロ化工事」の一環として、2019年度中にリニューアル工事が行われた。

### 駅名の由来
駅周辺の集落名である「高徳」に由来する。単に地名を冠するのではなく「新高徳」となった理由については、東武鬼怒川線の前身である下野軌道の敷設時に鬼怒川への架橋が難工事であったことから、「（鬼怒川を）渡り終わった所に新しい駅を作る期待」をこめたものであるとされている。

## 駅構造
島式ホーム1面2線を有する地上駅。上下列車の交換が行われる。ホーム有効長は6両分ある。
駅舎は線路の東側にあり、ホームとは跨線橋（階段のみ）により連絡している。
ホーム及びホーム上の旅客上屋は下野電気鉄道時代、1929年（昭和4年）の改軌時に建設されたもので、鬼怒川線近代化の姿を今に伝える構造物であることから「東武鉄道新高徳駅プラットホーム及び上家」として国の登録有形文化財（建造物）に登録されている。

### のりば
| 番線 | 路線     | 方向 | 行先                                                                              |
| ---- | -------- | ---- | --------------------------------------------------------------------------------- |
| 1    | 鬼怒川線 | 上り | 下今市・ 東武スカイツリーライン 春日部・北千住・ とうきょうスカイツリー・浅草方面 |
| 2    | 鬼怒川線 | 下り | 鬼怒川温泉・■野岩鉄道線 会津高原尾瀬口・ ■会津鉄道線 会津田島方面                 |

- 上記の路線名は旅客案内上の名称（「東武スカイツリーライン」は愛称）で表記している。

## 利用状況
2024年度の1日平均乗降人員は194人である。
近年の1日平均乗降人員の推移は以下の通り｡
| 年度               | 1日平均 乗降人員 | 出典       |
| ------------------ | ---------------- | ---------- |
| 2015年（平成27年） | 394              |            |
| 2016年（平成28年） | 373              |            |
| 2017年（平成29年） | 336              |            |
| 2018年（平成30年） | 332              |            |
| 2019年（令和元年） | 335              |            |
| 2020年（令和02年） | 249              |            |
| 2021年（令和03年） | 268              | [ 東武 3 ] |
| 2022年（令和04年） | 253              | [ 東武 4 ] |
| 2023年（令和05年） | 209              | [ 東武 5 ] |
| 2024年（令和06年） | 194              | [ 東武 1 ] |

## 駅周辺
- 藤原高徳郵便局
- 獨協医科大学日光医療センター
- 日光たかとくキャンプステーション
- 鬼怒川
- 日光竹久夢二美術館
- ウェスタン村（休園中）
- 鬼怒川カントリークラブ
- 国道121号
- 篭岩温泉

## 路線バス
最寄りのバス停は「新高徳駅」停留所である。日光交通の乗り場は駅前から徒歩2分の国道121号沿いにある。
| 乗り場               | 系統         | 行先                                                            | 運行事業者 | 備考 |
| -------------------- | ------------ | --------------------------------------------------------------- | ---------- | ---- |
| 新高徳駅（駅前）     |              | 矢板駅                                                          | しおや交通 |      |
| 新高徳駅（国道沿い） | 鬼怒川線     | 鬼怒川温泉駅 / 下今市駅、イオン今市店、獨協医大日光医療センター | 日光交通   |      |
| 新高徳駅（国道沿い） | 日光江戸村線 | 鬼怒川温泉駅 / 日光江戸村                                       | 日光交通   |      |

## 隣の駅
東武鉄道
 鬼怒川線
- ■特急「きぬ」・■特急「リバティきぬ」「リバティ会津」停車駅

■普通
大桑駅 (TN 52) - 新高徳駅 (TN 53) - 小佐越駅 (TN 54)

### かつて存在した路線
東武鉄道
矢板線
新高徳駅 - 西船生駅